# سیارک ۵۰۴۳
سیارک ۵۰۴۳ (به انگلیسی: 5043 Zadornov، نامگذاری:1974SB5) پنج هزار و چهل و سومین سیارک کشف شده است که در ۱۹ سپتامبر ۱۹۷۴ کشف شد.
قدر مطلق سیارک برابر ۱۲٫۴۰ است.